# Flora sinensis
Flora Sinensis – tłumaczona na język polski jako Flora Chin lub Flora chińska. Księga autorstwa Michała Boyma, jedno z pierwszych europejskich dzieł dotyczących przyrody krajów Azji Wschodniej, w szczególności Chin. Michał Boym był pierwszą osobą, która użyła słowa flora w tytule książki o roślinach określonego obszaru. Wbrew obecnemu znaczeniu tego słowa, dzieło Boyma zawiera również opisy zwierząt, a nawet artefaktów archeologicznych.
Michał Boym był jezuickim misjonarzem oraz jednym z pierwszych europejskich sinologów, który odbył dwie podróże do Chin. Podczas pierwszej z nich – zwłaszcza podczas pobytu na Hajnanie – dokonał obserwacji roślin i zwierząt, które już na miejscu częściowo opisał i sporządził do nich ilustracje. Część z tych opisów i rysunków znalazła się we Florze sinensis, jedynym naukowym dziele Boyma wydanym drukiem za jego życia i pod jego nazwiskiem. Rękopis księgi nie zachował się.
Sam Boym nie miał bezpośredniego nadzoru nad przygotowaniem pracy do druku, co może tłumaczyć część błędów, które się w niej znalazły (prawdopodobnie otrzymał egzemplarz dopiero w 1658 r.). Dzieło zostało wydane z okazji koronacji Leopolda I na króla Węgier i zawiera poświęcone mu dedykacje; w ten sposób jezuiccy wydawcy chcieli pozyskać wsparcie cesarza dla swojej działalności misyjnej. Temu samemu celowi miało prawdopodobnie służyć także włączenie do dzieła opisu nestoriańskiej steli z Xi’an.

Oryginalna praca Boyma [...] jest opublikowana in folio w Wiedniu, Austrii, przez wydawnictwo [im.] Mateo Ricciego, ma 75 kart i 23 ryciny. [...] Boym opisuje 22 rośliny, z których więcej niż połowa jest raczej rodzima dla archipelagu indyjskiego. 21 zilustrowanych jest przez dość poprawnie wykonane ryciny, z dołączonymi znakami chińskimi. Potem następuje opis kilku chińskich ssaków, ptaków, gadów itp. z dwoma rycinami.

Cytowany powyżej Emil Bretschneider jako pierwszy prawidłowo zidentyfikował większość z opisanych przez Boyma roślin. Z powodu wcześniejszej błędnej identyfikacji, inni badacze przeszli do historii, jako ci, którzy po raz pierwszy opisali Europejczykom dalekowschodnie gatunki. Jedyną rośliną, co do której opisu pierwszeństwo Boyma było niekwestionowane, to liczi chińskie. Pozostałe gatunki, które opisał jako pierwszy to:
- longan Dimocarpus longan
- banan Musa basjoo
- nieśplik japoński Eriobotrya japonica
- hurma wschodnia, persymona Diospyros kaki (prawdopodobnie).

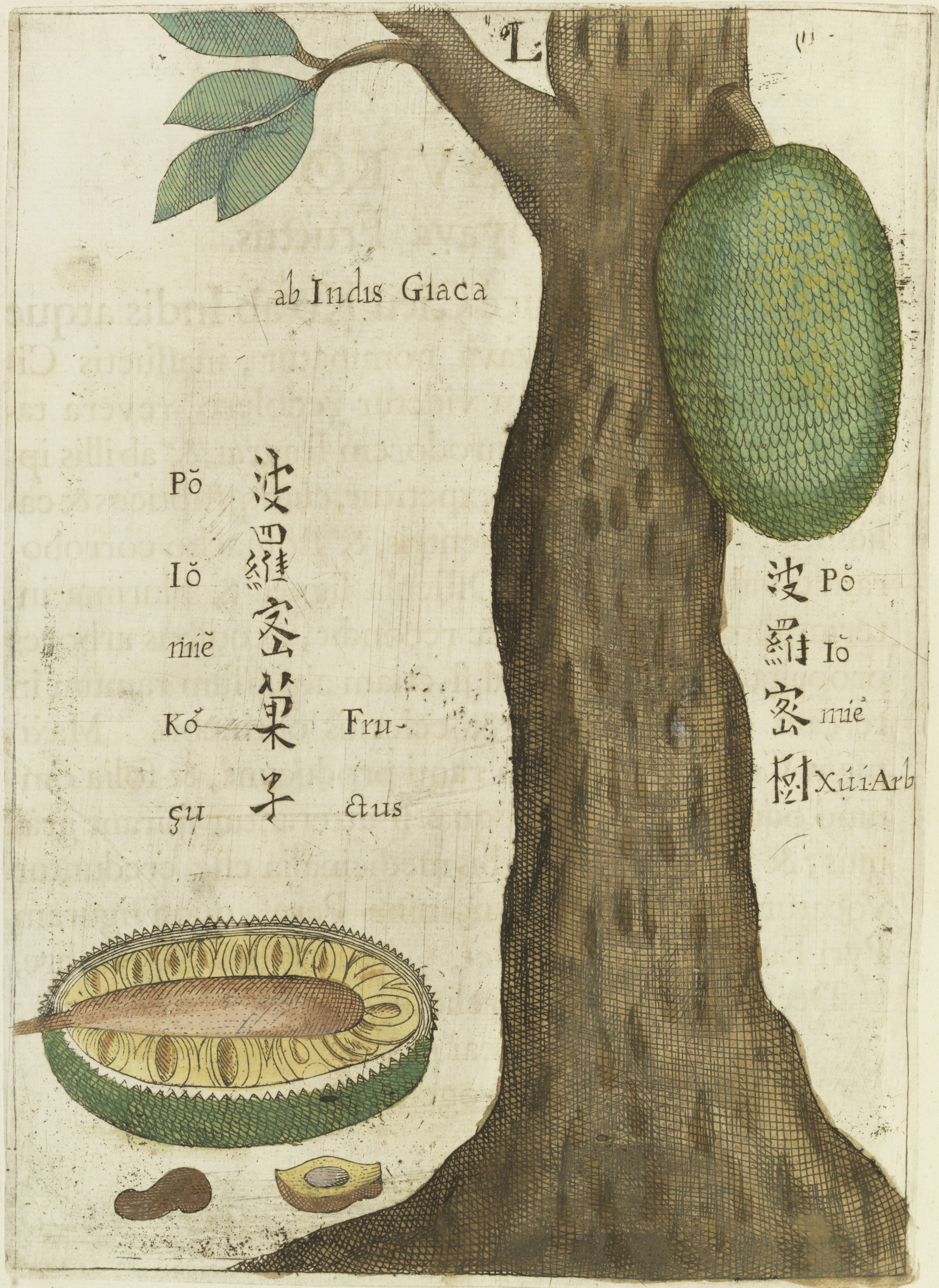
Dżakfrut
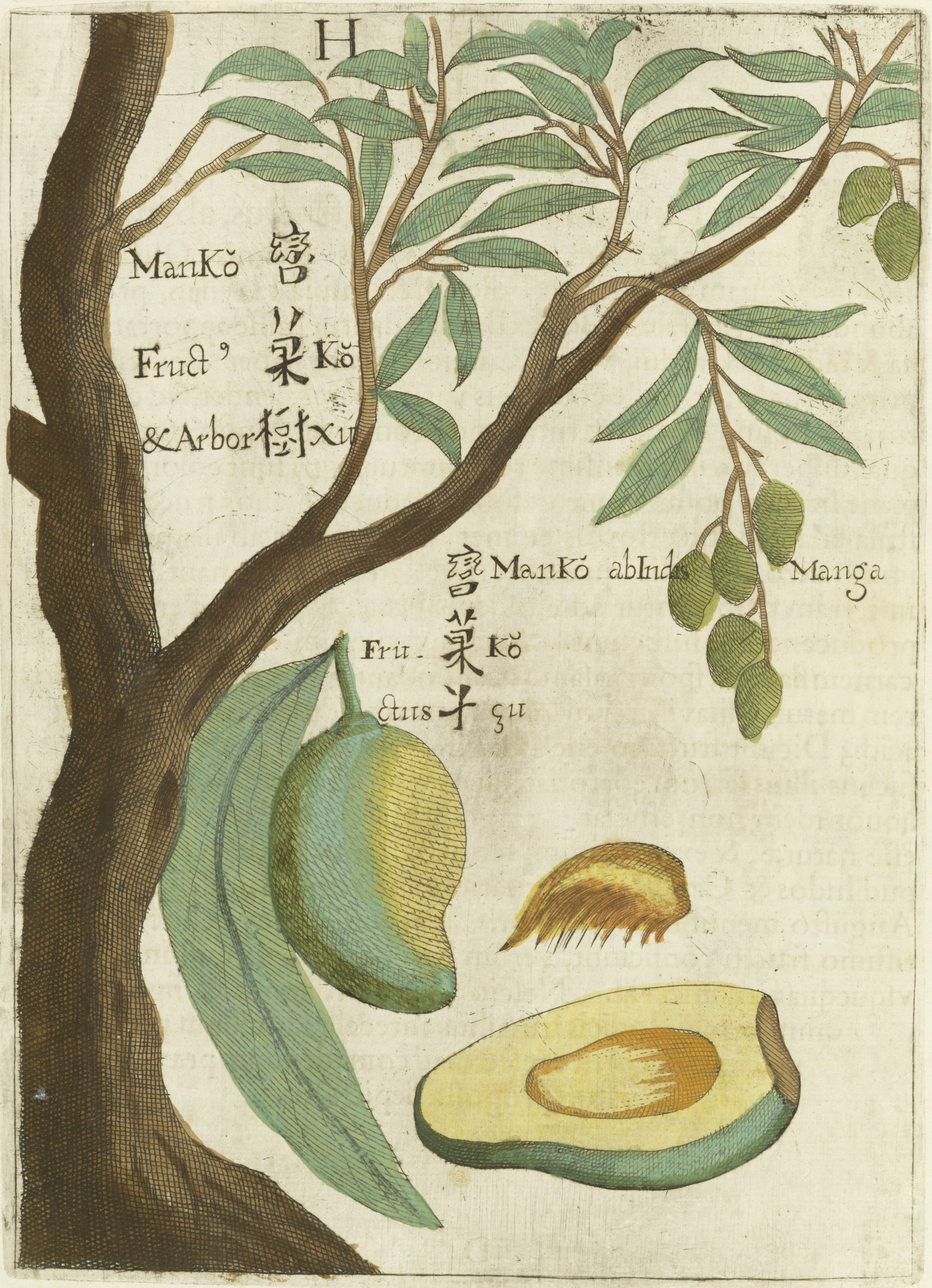
Mango
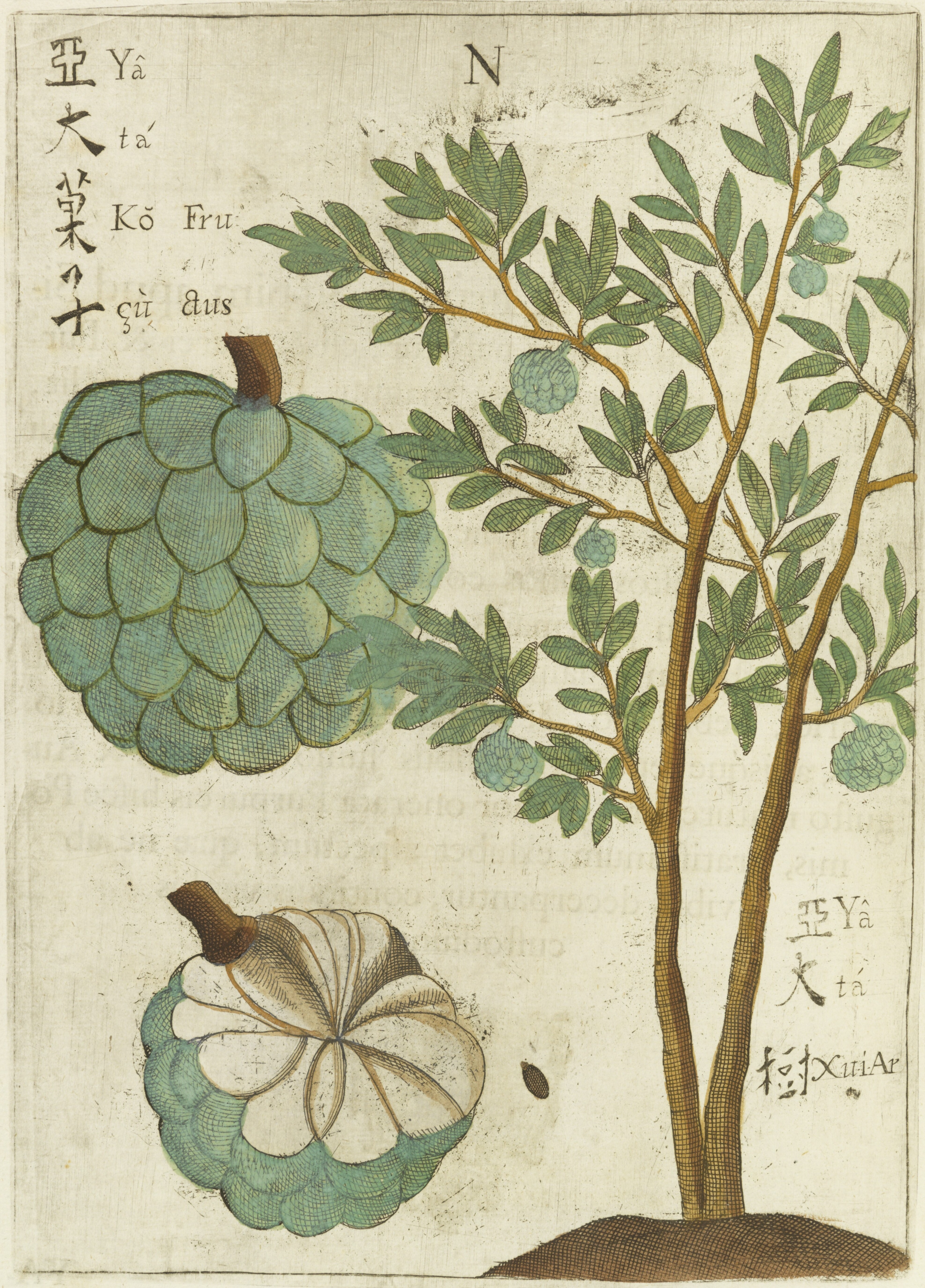
Jabłko cukrowe (prawdopodobnie)
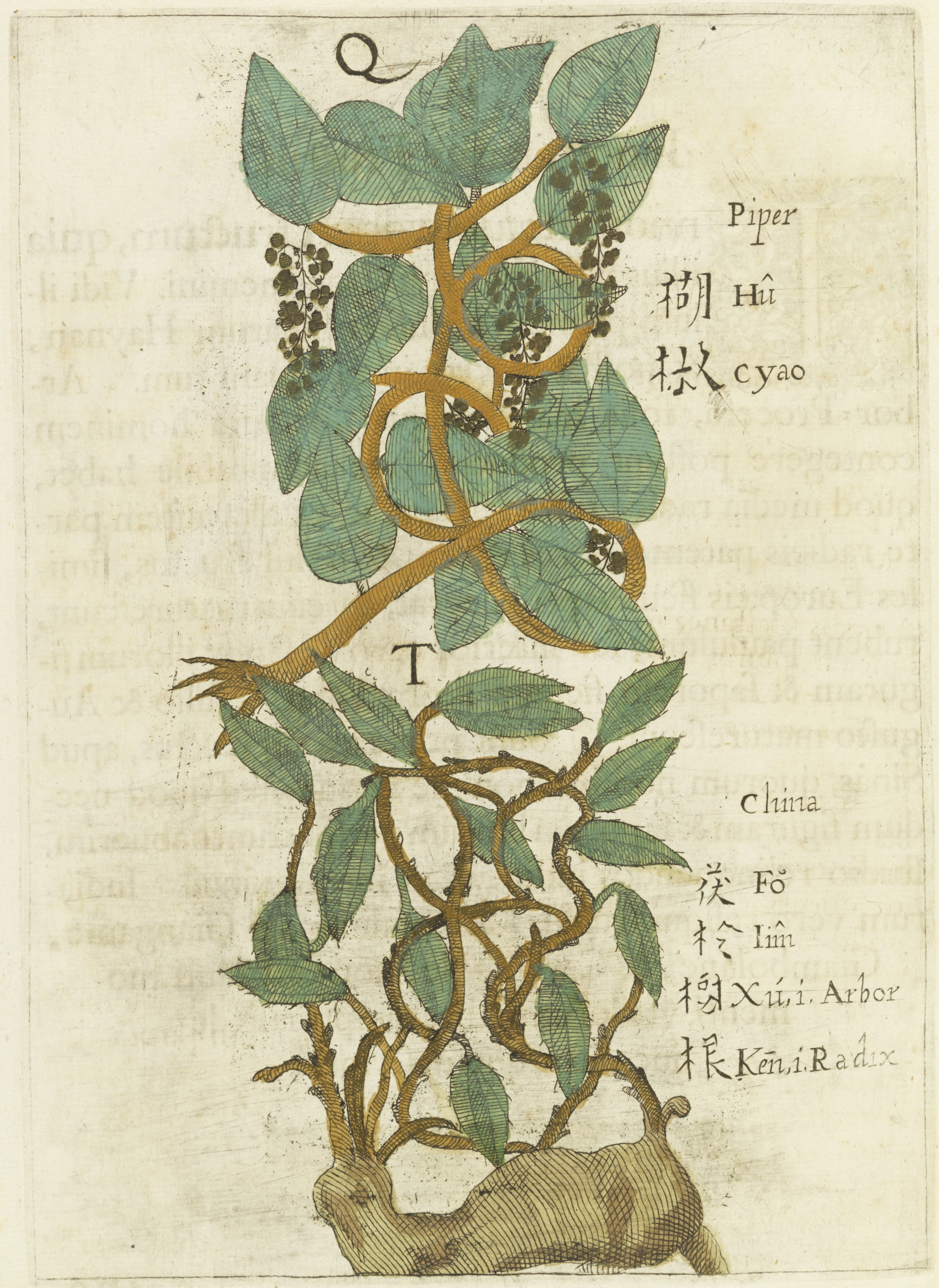
Pieprz czarny
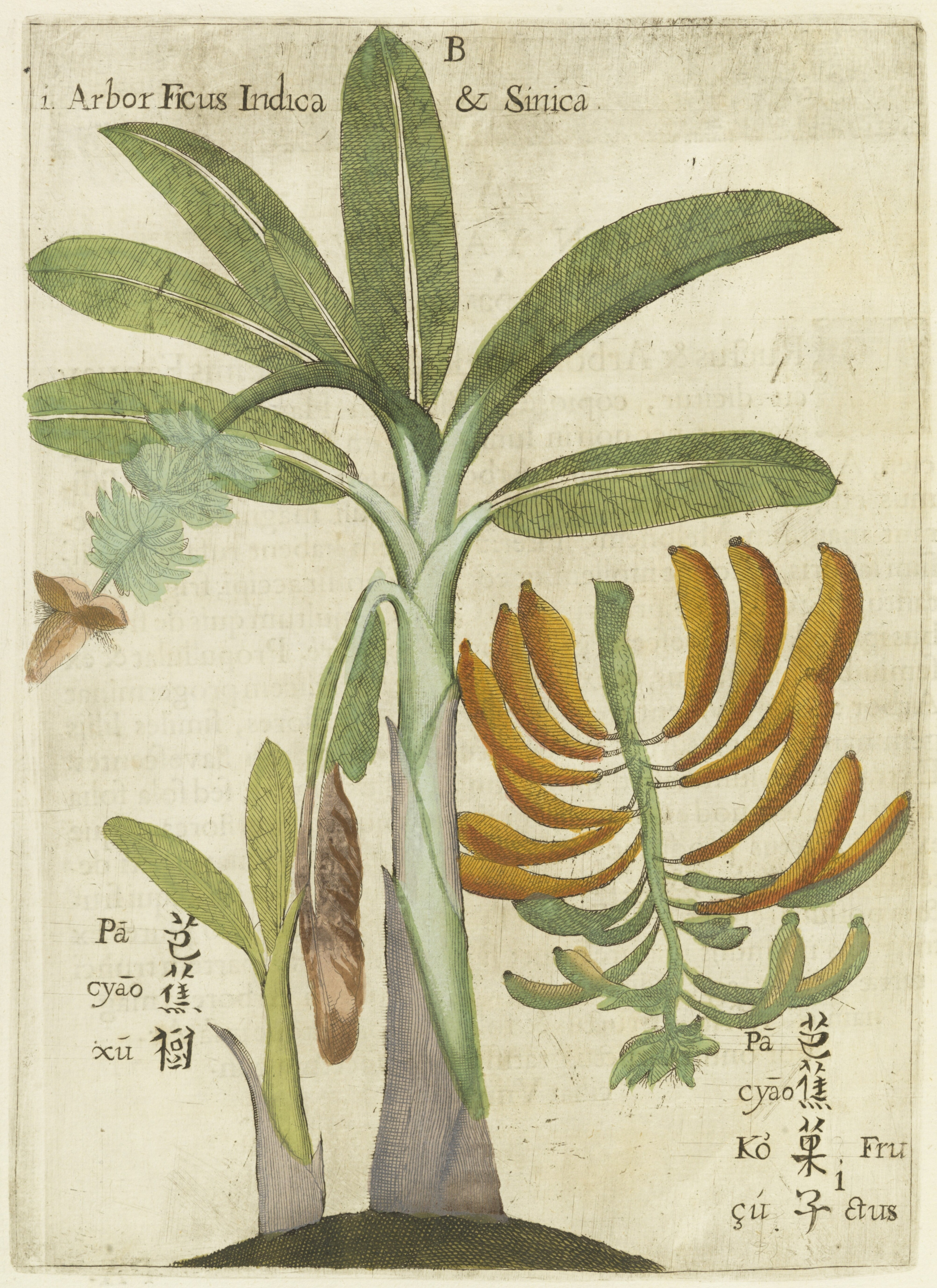
Banan

W Polsce egzemplarz dzieła znajduje się w zbiorach Biblioteki Narodowej, do której trafił po II wojnie światowej z biblioteki Uniwersytetu Lwowskiego. Od 2024 manuskrypt prezentowany jest na wystawie stałej w Pałacu Rzeczypospolitej.